# Pseudogobius poicilosoma
Pseudogobius poicilosoma är en fiskart som först beskrevs av Bleeker, 1849.  Pseudogobius poicilosoma ingår i släktet Pseudogobius och familjen smörbultsfiskar. IUCN kategoriserar arten globalt som livskraftig. Inga underarter finns listade i Catalogue of Life.